# Hans Henrik Thaulow
Hans Henrik Thaulow (født 10. januar 1754 på Gubberud ved Moss, død 29. september 1823) var en dansk præst, søn af kancelliråd og lagmand Andreas Hansen og Anna, født Thaulow.
Thaulow deponerede fra Kristiania Skole 1770, var derpå huslærer på forskellige steder og tog attestats 1776. Efter i 3 år at have været informator hos Fr.G. Adeler til Gimsøkloster blev han 1779 personel kapellan til Moss og Rygge og ved kaldets deling 1790 sognepræst til Moss. Her fra blev han 1800 forflyttet til Stadsbygden, 1808 til Gausdal, samme år provst over Gudbrandsdalen og døde 1823 efter kort i forvejen at have nedlagt provsteembedet. Han optrådte tidlig som en erklæret rationalist med en afhandling om nadverens sakramente, hvori han benægtede Kristi forklarede menneskenaturs allestedsnærværelse og antog, at man kunde bruge anden mad og drikke end brødet og vinen ved den hellige handling. Senere trådte han ikke frem i litteraturen, før Hans Hauges fængsling gav ham anledning til en afhandling, hvori han naturligvis fra sit standpunkt må bedømme hele Hauges lære og gerning som sværmeri. Den har imidlertid historisk betydning ved påvisningen af den indflydelse, som Gerhard Seeberg har haft i Hauges hjembygd, og herom kunde Thaulow, der havde stået begivenhederne nær, og som uden bitterhed og hån behandler Hauges "sværmeri", være et pålideligt vidne. Under sit ophold i Stadsbygden dristede han sig til at indføre Evangelisk-kristelig Salmebog uden at spørge menigheden og vakte derved en misnøje, som ikke lod sig dæmpe og havde til følge, at skolevæsenet der oppe blev aldeles forsømt. Gift 1. med Margrethe Elisabeth Stabel (født 1765, døbt 1. marts, død 11. november 1788), søster til provst H.J. Stabel; 2. (27. marts 1796) med Marie Magdalene Elisabeth Wilde (født 18. maj 1778, død 26. april 1811), en klædehandlerdatter fra Moss; 3. (27. december 1813) med Gunhild Mathea Schmith (født 10. marts 1782, død 4. januar 1867), datter af forvalter Niels Smith.